# Juan de Fuca
Juan de Fuca (Cefalonia, República de Venecia (actual Grecia), 10 de junio de 1536 - Cefalonia, República de Venecia, 23 de julio de 1602), nacido como Ioannis Fokas (en griego: Ἰωάννης Φωκᾶς) y a menudo llamado Apostolos Valerianos (Ἀπόστολος Βαλεριάνος) fue un marino veneciano al servicio de la Corona española.
La existencia real de este personaje histórico es discutida más allá del relato de 1592 del inglés Michael Lok, explorador al servicio de Martin Frobisher, por no haber aparecido nunca mención alguna en las crónicas y archivos españoles sobre su persona o su supuesta expedición en busca del estrecho de Anián al servicio de España.
La popularidad del marino Juan de Fuca en la cultura inglesa ha dado lugar a topónimos como el estrecho de Juan de Fuca o la placa de Juan de Fuca. 

## Biografía
La historia de Juan de Fuca tiene su origen en el relato del inglés Michael Lok sobre una propuesta hecha a un marino de Cefalonia (islas Jónicas venecianas) en 1596 para que aceptara ponerse al servicio de la reina Isabel I para la exploración del paso del Noroeste que permitiera la expansión de la presencia inglesa en Norteamérica. Michael Lok estuvo al servicio de servicio de Martin Frobisher, quien realizó tres costosas expediciones en busca del paso del Noroeste desde el Atlántico.
Según el relato de Lok, el abuelo de Fuca Emmanouil Fokas (Ἐμμανουὴλ Φωκᾶς), huyó de Constantinopla durante su caída en 1453, acompañado por su hermano Andronikos ( Ἀνδρόνικος ). Los dos se establecieron primero en el Peloponeso, donde permaneció Andrónico, pero en 1470 Emmanouil se trasladó a la isla de Cefalonia. El padre de Ioannis, Iakovos (Ἰάκωβος), se estableció en el pueblo de Valerianos en la isla y llegó a ser conocido como "el Valeriano Fokas" (Φωκᾶς ὁ Βαλεριάνος, Fokas o Valerianos) para distinguirlo de sus hermanos. De Fuca nació en época de soberanía Veneciana de Cefalonia en Valerianos el 10 de junio de 1536.
Según Lok, el veneciano de Fuca desempeñó como marino y piloto al servicio de la Corona española a partir de 1555. Entre los relatos de la vida de Fuca se encuentra que en 1587 su galeón Santa Ana de la ruta del Galeón de Manila habría sido apresado por el corsario inglés Thomas Cavendish frente a cabo San Lucas (Baja California Sur, México). Además, habría afirmado ser piloto de la Armada de las Indias Occidentales (su denominación real fue Armada de Barlovento) por recomendación directa del rey de España duranta más de cuarenta años. Señaló que durante su carrera navegó por el Pacífico a las posesiones españolas de Filipinas, México y las portuguesas en China.

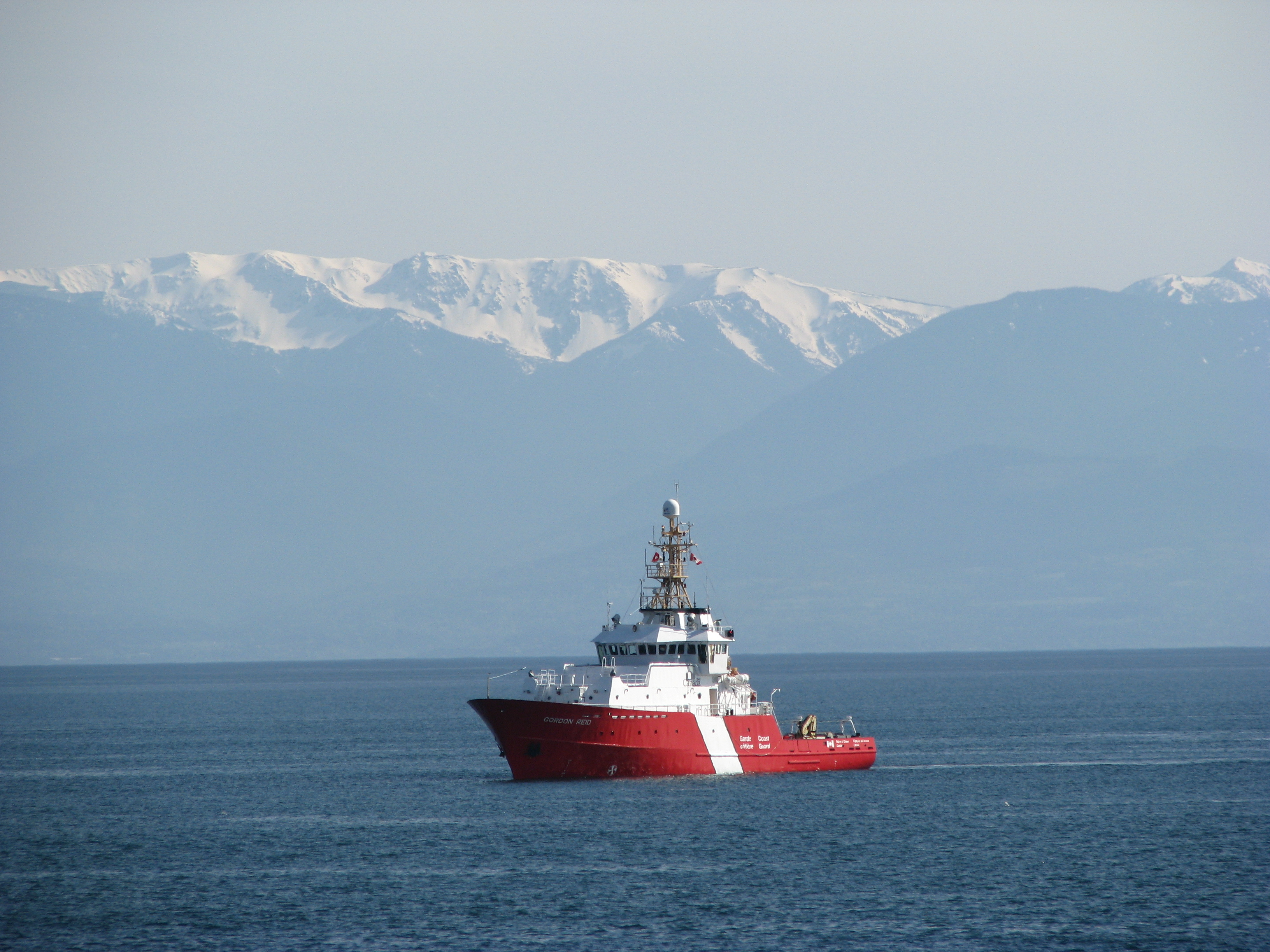
Guardacostas canadiense en bahía de Ross, estrecho de Juan de Fuca

De Fuca habría hecho dos viajes en busca del legendario estrecho de Anian, un paso del Noroeste meridional, que se pensaba existía entre el Atlántico y el Pacífico, por encargo del virrey Luis de Velasco. El primero, con 200 soldados y tres naves pequeñas en la que de Fuca era piloto y capitán, junto a otro capitán español fracasó por un motín de la tripulación, regresando California. El segundo hubiera tenido lugar en 1592 y partido de lugar desconocido con una carabela, una pinaza y algunos infantes de marina armados. De Fuca relató que el viaje fue un éxito y que habría encontrado el estrecho de Anián situado en los 47° de latitud norte en la costa del Pacífico de Norteamérica,  describiendo además, una región que no se corresponde con la realidad.
Tras el fabuloso descubrimiento, de Fuca no recibió ninguna compensación del virrey Luis de Velasco, por lo que dos años más tarde habría regresado a Espala para reclamar ante un tribunal.

## Topónimos de Juan de Fuca

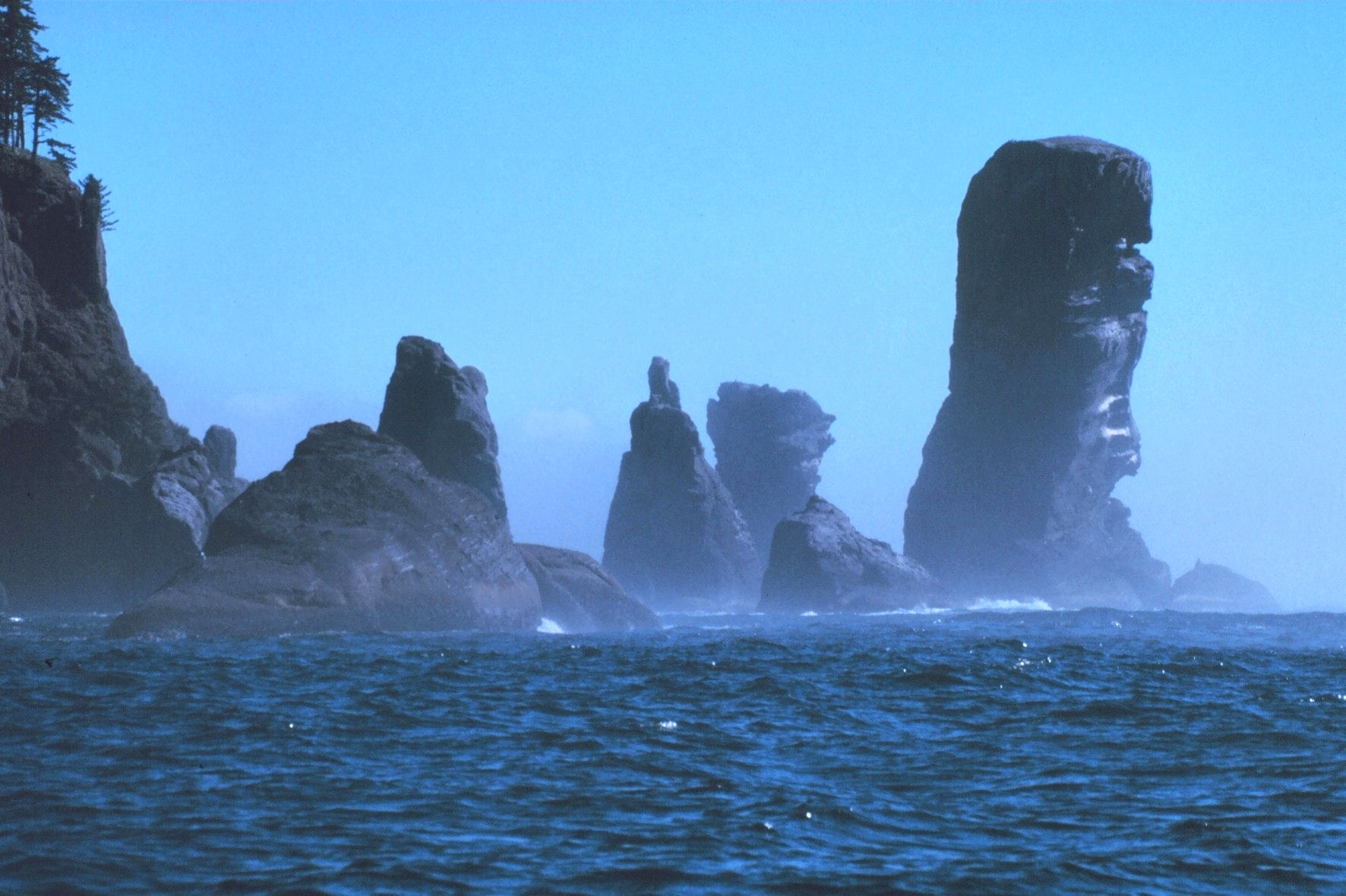
El pilar de Fuca en el Cabo Flattery, Washington, frente al Estrecho de Juan de Fuca.

La historia del viaje de Juan de Fuca de Michael Lok del siglo XVI se hizo popular y perduró en la cultura inglesa. El nombre de estrecho de Juan de Fuca entre los Estados Unidos de América y Canadá tiene su origen en la exploración de 1787 del comerciante de pieles Charles William Barkley, quien evocó la expedición de Juan de Fuca en 1592 en búsqueda del legendario estrecho de Anián.
La Dorsal de Juan de Fuca y la Placa de Juan de Fuca, una placa tectónica que subyace en gran parte de la costa que exploró, lleva el nombre del Estrecho de Juan de Fuca.
El Parque Provincial Juan de Fuca en la costa oeste de la isla de Vancouver lleva el nombre del estrecho, al igual que la ruta de senderismo del mismo nombre.
El pilar de Fuca tiene su origen en la descripción del entorno que hizo de Fuca sobre el estrecho de Anian en 1592. De Fuca se refirió a un pináculo alto o roca en espiral que posteriormente dio lugar al nombre de pilar de Fuca en la costa occidental del cabo Flattery en el extremo noroeste de Washington junto al Estrecho de Juan de Fuca, aunque De Fuca notó que estaba al otro lado del estrecho.

## Juan de Fuca en la cultura popular
Juan de Fuca es un personaje tanto en la cultura británica, como en la canadiense y en la griega.  En 1859 tras la independencia de Grecia del imperio Otomano, el cónsul estadounidense de las islas Jónicas y un investigador estadounidense acreditaron que la leyenda de Juan de Fuca y su familia era conocida en las islas Jónicas.

## Controversia

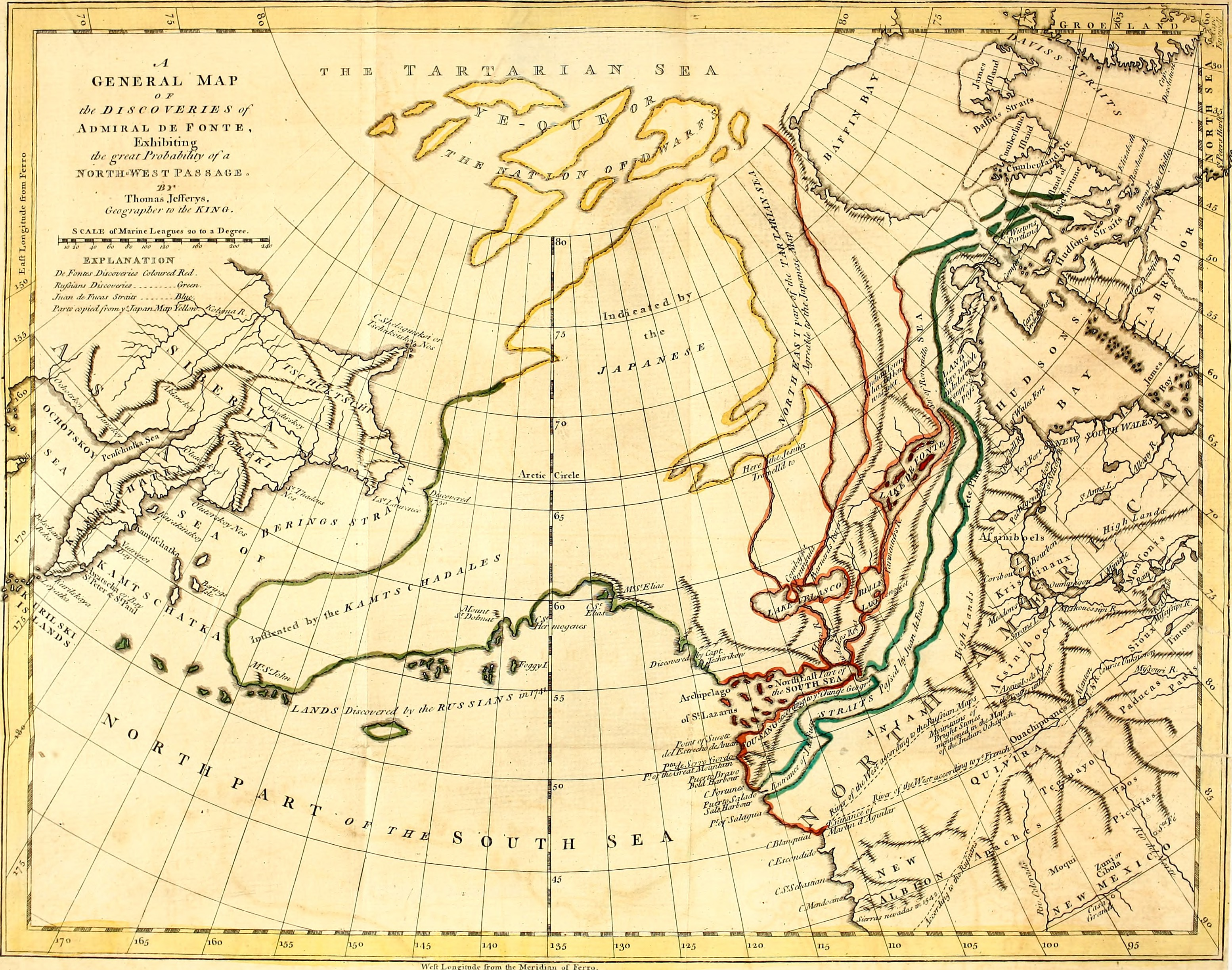
Mapa de 1768 que muestra el Estrecho de Juan de Fuca, entre Nueva Albión y una isla correspondiente aproximadamente a la futura Columbia Británica y Alaska, como la entrada del Paso del Noroeste

La existencia del marino Juan de Fuca es discutida debido a que la única fuente sobre su vida y sus exploraciones es el relato del inglés Michael Lok de 1596. Además, el propio relato contiene muchos datos inverosímiles, como la posibilidad de que un súbdito veneciano en una zona de influencia del imperio Otomano pudiera pasar al servicio de España, o la composición de las flotas y tripulación que describe de Fuca. Jamás se ha localizado mención a de Fuca o sus viajes en las crónicas y archivos españoles. 
En el  siglo XVIII el marino británico James Cook, quien navegó hasta el estrecho de Nutca en la isla de Vancouver, dudó del descubrimiento geográfico atribuido a Juan de Fuca.